# Guerra a la española

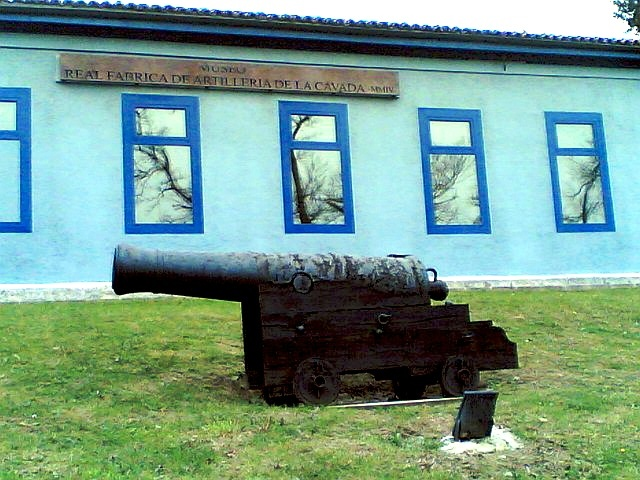
Pieza del calibre 48 fundida en la Real Fábrica de Artillería de La Cavada. La Armada Española prefería los cañones de mayor diámetro pues sus barcos solían batir la cubierta enemiga usando artillería de alto calibre y menor alcance, que producían efectos contundentes, para pasar a continuación al abordaje. En cambio otras marinas europeas optaban por utilizar la artillería para hundir a distancia a los buques enemigos, por lo que solían usar artillería de menor calibre y mayor alcance como las culebrinas, pero menos efectiva.

El término guerra a la española define a una táctica de guerra naval que consistía en aproximarse lo más posible al barco enemigo y lanzarse al abordaje para tomarlo con la superioridad de la infantería de marina embarcada. Esta arriesgada acción solía ser resolutoria y hasta el siglo XVII era muy empleada en los combates por la marina de guerra española, la cual prefería acercarse lo más posible al barco enemigo para que mosqueteros y granaderos descargasen sus armas, ya que la misión de estos era barrer con su fuego la cubierta del buque enemigo, para finalmente pasar a su abordaje.
En contraposición, las marinas de guerra de otros países, como la Royal Navy, preferían la denominada guerra galana, en la que prevalecía el duelo artillero a distancia sin llegar al abordaje
Inicialmente la escasa precisión y potencia de los cañones en combates a largas distancias hicieron que la «guerra a la española» resultase mucho más contundente, pero en los siglos XVII y XVIII las mejoras artilleras volvieron esta táctica obsoleta.